# ザ・ファン (映画)
『ザ・ファン』（原題：The Fan）は、1996年公開のアメリカのスポーツサイコスリラー映画。
トニー・スコットが監督し、ロバート・デ・ニーロとウェズリー・スナイプスがW主演した。原作はピーター・エイブラハムズが1995年に発表した同名小説。
本作は、批評家から概ね否定的な評価を受け、興行的にも失敗したが、時間が経つにつれて、演出や演技、サウンドトラックは賞賛された。ギル・レナード役は当初はトミー・リー・ジョーンズが演じることになっていた。

## キャスト
| 役名                 | 俳優                            | 日本語吹替                                                     | 日本語吹替                                                                                    |
| 役名                 | 俳優                            | ソフト版                                                       | テレビ朝日版                                                                                  |
| -------------------- | ------------------------------- | -------------------------------------------------------------- | --------------------------------------------------------------------------------------------- |
| ギル・レナード       | ロバート・デ・ニーロ            | 津嘉山正種                                                     | 磯部勉                                                                                        |
| ボビー・レイバーン   | ウェズリー・スナイプス          | 山寺宏一                                                       | 江原正士                                                                                      |
| ジョエル・スターン   | エレン・バーキン                | 土井美加                                                       | 高島雅羅                                                                                      |
| マニー               | ジョン・レグイザモ              | 島田敏                                                         | 大塚芳忠                                                                                      |
| ホアン・プリモ       | ベニチオ・デル・トロ            | 室園丈裕                                                       | 中田譲治                                                                                      |
| リッチー・レナード   | アンドリュー・J・ファークランド | 大谷育江                                                       | 矢島晶子                                                                                      |
| エレン・レナード     | パティ・ダーバンヴィル＝クイン  | 磯辺万沙子                                                     | 塩田朋子                                                                                      |
| ティム               | クリス・マルケイ                | 小野健一                                                       | 後藤敦                                                                                        |
| ショーン・レイバーン | ブランドン・ハモンド            | 亀井芳子                                                       | 芝原チヤコ                                                                                    |
| クープ               | チャールズ・ハラハン            | 小関一                                                         | 伊藤和晃                                                                                      |
| ギャリティ           | ダン・バトラー                  | 田原アルノ                                                     | 古澤徹                                                                                        |
| バーニー             | カート・フラー                  | 秋元羊介                                                       | 島香裕                                                                                        |
| 放送技師             | ジャック・ブラック              | 星野充昭                                                       | 中村秀利                                                                                      |
| 店員                 | ジョン・キャロル・リンチ        |                                                                |                                                                                               |
| その他               | N/A                             | 島香裕 中村秀利 大黒和広 荻原秀樹 石井康嗣 日野由利加 伊藤栄次 | 津田英三 佐藤しのぶ 津田真澄 田中正彦 福田信昭 星野充昭 山野井仁 黒田弥生 遠藤純一 浅野まゆみ |
| 日本語版スタッフ     |                                 |                                                                |                                                                                               |
| 演出                 | 演出                            | 清水勝則                                                       | 蕨南勝之                                                                                      |
| 翻訳                 | 翻訳                            | たかしまちせこ                                                 | たかしまちせこ                                                                                |
| 調整                 | 調整                            | 山本洋平                                                       | 兼子芳博                                                                                      |
| 効果                 | 効果                            |                                                                | 南部満治                                                                                      |
| 制作                 | 制作                            | ザック・プロモーション                                         | ザック・プロモーション                                                                        |
| 初回放送             | 初回放送                        | N/A                                                            | 1998年9月20日 『日曜洋画劇場』                                                                |

## 受賞・ノミネート
第6回MTVムービー・アワード
- ノミネート：悪役賞 - ロバート・デ・ニーロ

## 音楽

### サウンドトラック
| 専門評論家によるレビュー | 専門評論家によるレビュー |
| レビュー・スコア         | レビュー・スコア         |
| 出典                     | 評価                     |
| ------------------------ | ------------------------ |
| Allmusic                 | [ 5 ]                    |

『The Fan』は、1996年の映画『ザ・ファン』のサウンドトラックである。1996年8月20日にTVTレコードから発売され、エレクトロニックミュージックとヒップホップを組み合わせた音楽で構成されている。
Track listing
1. "Did You Mean What You Said?"- 3:49 (Sovory, Michael Mishaw, Marc Antoine)
2. "Letting Go"- 5:35 (テレンス・トレント・ダービー)
3. "Unstoppable"- 3:46 (Mic Geronimo)
4. "Hymn of the Big Wheel"- 6:34 (マッシヴ・アタック)
5. "I've Had Enough"- 2:43 (Kenny Wayne Shepherd)
6. "Little Bob"- 5:35 (ブラック・グレープ)
7. "Border Song (Holy Moses)"- 3:37 (Raymond Myles)
8. "What's Goin' Down"- 4:18 (Honky)
9. "Deliver Me"- 3:58 (Foreskin 500)
10. "Forever Ballin'"- 4:24 (Big Syke & Johnny "J")
11. "I'm da Man- 5:24 (Jeune)
12. "Sacrifice"- 19:08 (ハンス・ジマー)

## 評価

### 興行収入
本作は、アメリカ合衆国とカナダで18,626,419ドルの興行収入を記録した。公開初週の週末興行成績は6,271,406ドルを記録したが、翌週以降は47.2％減となった。
レビュー・アグリゲーターのRotten Tomatoesでは30件のレビューで支持率は37%となった。Metacriticでは16件のレビューを基に加重平均値が32/100となった。

### 批評家の反応
レビュー収集サイトのRotten Tomatoesにおいて、本作は30人の批評家からのレビューに基づき37％の支持率を得ている。同サイトの批評家のコンセンサスでは次のように評されている。「トニー・スコットの直感的な閃きは『ザ・ファン』には不向きで、観客を不快にさせることには成功しているが、スリルを提供することになると空回りしている執着についての奇妙な物語であることがわかる」。。Metacriticでは、16人の批評家からのレビューに基づいて32/100の加重平均スコアで、「Generally unfavorable reviews（概ね批判的なレビュー）」と表示されている。CinemaScoreによるアンケート調査では、観客はA+からFの評価のうち、「B-」を付けた。